# Olympische Sommerspiele 1896/Schwimmen – 500 m Freistil (Männer)
Der Schwimmwettkampf über 500 Meter Freistil der Männer bei den Olympischen Spielen 1896 in Athen wurde am 11. April ausgetragen. Der Wettkampf fand in der Bucht von Zea statt. Olympiasieger wurde mit einem großen Vorsprung der Österreicher Paul Neumann. Der Grieche Antonios Pepanos belegte den zweiten Platz und gewann Silber. Pepanos Landsmann Efstathios Chorafas, trat als einziger Athlet aus dem 100-Meter-Freistil-Wettkampf, aufgrund der Kälte und des knappen Abstands der Rennen, an. Choraphas belegte den dritten Rang.
Mit einem Schiff wurden die Schwimmer auf das offene Meer hinaus gebracht, wo sich zwischen zwei Bojen der Start befand. Die Athleten schwammen zum Ufer, wo die Ziellinie mit einer roten Fahne markiert war.

## Ergebnisse
| Rang | Athlet              | Nation       | Zeit       |
| ---- | ------------------- | ------------ | ---------- |
| 1    | Paul Neumann        | Österreich   | 8:12,6 min |
| 2    | Antonios Pepanos    | Griechenland | 9:57,6 min |
| 3    | Efstathios Chorafas | Griechenland | unbekannt  |